# Maqne
Maqne sau Maakne  (în arabă مقنة)  este un oraș și municipiu în Districtul Baalbek, Guvernoratul Baalbek-Hermel, Liban.